# Амель Тука
Амель Тука (босн. Amel Tuka) (нар. 9 січня 1991) — боснійський легкоатлет, який спеціалузіється в бігу на середні дистанції, дворазовий призер чемпіонатів світу, найкращий спортсмен Боснії і Герцеговини 2015 року, учасник літніх Олімпійських ігор 2016 року у бігу на 800 метрів (припинив змагання на півфінальній стадії), був прапороносцем збірної на церемонії відкриття Олімпіади-2016.
1 жовтня 2019 здобув «срібло» світової першості в Досі на 800-метровій дистанції.